# Chrysina purpurata
Chrysina purpurata är en skalbaggsart som beskrevs av Moron 1990. Chrysina purpurata ingår i släktet Chrysina och familjen Rutelidae. Inga underarter finns listade i Catalogue of Life.